# Унаї Бустінса
Унаї Бустінса Мартінес (ісп. Unai Bustinza Martínez, нар. 2 лютого 1992, Більбао, Іспанія) — іспанський футболіст, захисник «Малаги».
Сезон 2015/16 провів в оренді у клубі «Леганес».